# De vrouw die rijkdom wilde
De vrouw die rijkdom wilde is een volksverhaal uit Indonesië.

## Het verhaal
Een rijke weduwe van ongeveer veertig jaar oud verliest haar bezittingen door een opium-verslaving. Ze gaat naar de Rijkdomschenker van Bera in Klatan en legt de bewaker van het heiligdom het doel van haar bezoek uit; ze wil meer bezitten. Ze moet enkele dagen mediteren en haar verzoek wordt gunstig ontvangen. De bewaker wijst bladeren aan die de vrouw moet plukken. Thuis moet ze de offergave klaarzetten; een grove mat, een aarden lamp, bloemen met boreksmeersel en wierook die onafgebroken omhoogkringelt. De vrouw legt de bladeren in de keuken en doet wat de bewaker heeft gezegd.
De bladeren veranderen in een groen duiveltje en de vrouw is dolblij. Ze besluit enkele dagen te wachten met haar wensen en vraagt dan om haar bezittingen aan te vullen. De volgende dag is er niets gebeurd en het duiveltje zit nog op zijn plek. De vrouw vraagt om het huishouden te doen, maar het duiveltje verroert zich niet. Alle bezittingen zijn opgeteerd door de opium en de vrouw slaat de duivel met de opiumpijp. De pijp breekt in stukken en de duivel verdwijnt in het niets. De weduwe die zich verkocht heeft aan de Rijkdomschenker wordt steeds rijker aan schulden en narigheid.

## Achtergronden
- Er bestaan volgens de Indonesische overlevering verschillende manieren om het verlangen naar rijkdom te bevredigen. Een dienaar aanschaffen die uit stelen gaat, is één ervan. Er zijn ook mensen die zich, in de gedaante van een dier (bijvoorbeeld krekel), kostbaarheden van anderen toe-eigenen. Het bezoeken van heilige graven of in ascese gaan zijn geaccepteerde manieren, zolang men de ziel niet verkoopt.
- Het thema van het verhaal komt wereldwijd voor. De boodschap is voorzichtig te zijn met wat je wenst, zie bijvoorbeeld Wishmaster (be careful what you wish for).
- Vergelijk Van de visser en zijn vrouw en De aardmannetjes.
- Het uitkomen van wensen speelt ook een grote rol in het verhaal over Vrouw Holle, niet iedereen krijgt dezelfde beloning.